# لنکا ماروشکووا
لنکا ماروشکووا (چکی: Lenka Marušková؛ زادهٔ ۲ فوریهٔ ۱۹۸۵) تیرانداز اهل چکسلواکی است.